# Железняк Омелян Савелійович
Железня́к Омеля́н Саве́лійович (нар. 8 (21) серпня 1909–21 липня 1963) — український художник-кераміст; заслужений майстер народної творчості УРСР (1960).

## Біографія
Народився 8 (21) серпня 1909 у с. Грибове (нині — с. Олешня Ріпкинського району Чернігівської області) — відомому гончарському осередку північно-західної Чернігівщини.
На початку 1920-х років переїхав до Києва, де працював як кустар, виготовляючи на продаж різноманітний посуд. У 1930-х працював на різноманітних підприємствах Києва, у тому числі й на заводі «Керамік» — тут народний майстер познайомився з професійним мистецтвом і промисловою технологією.
З 1946 року працював у Експериментальних майстернях художньої кераміки Інституту архітектури Академії будівництва і архітектури УРСР під керівництвом Н. І. Федорової.
Помер 21 червня 1963 року у Києві, похований на Новобайковому цвинтарі, праворуч від дороги за церквою (в районі могил П. О. Козицького й І. С. Паторжинського), таблиця з написом: рос. «Заслуженный мастер народного творчества Железняк Емельян Савельевич 21.6.1909 — 21.6.1963»

## Творчість
Першою спробою О. Желєзняка в галузі художньої кераміки стали десять зразків українського обрядового посуду, виготовленого для Республіканської виставки 1936 року (фігурна посудина у вигляді барана нині знаходиться в колекції Національного музею українського народного декоративного мистецтва).
Створював декоративний керамічний посуд; статуетки та жанрові композиції із народного життя («Гонта з синами», 1956; «Козак Мамай» «Прощання з козаком», 1962); скульптурні ілюстрації до творів Т. Шевченка («Мені тринадцятий минало», 1949), М. Гоголя («Козак Вакула верхи на чорті», 1954), байок І. Крилова («Лисиця і ворона», 1948; «Коза-Дереза», 1953), народних казок та пісень («Зажурився чумачина», 1955); глиняні іграшки — баранців, коників, козликів, оленяток, птахів, фантастичних звірів. Скульптурні образи створював у гумористичному та ліричному ключі. Декоративний розпис деяких творів Железняка виконала Н. І. Федорова.
Твори Железняка експонувалися на Міжнародних художніх виставках у Парижі (1957), Софії (1958), Нью-Йорку (1959), Будапешті (1965), Монреалі (1968). Окремі роботи зберігаються у Міжнародному музеї кераміки (Женева), Національному музеї українського народного декоративного мистецтва, Російському етнографічному музеї (Санкт-Петербург).